# Liste der Monuments historiques in Méry-ès-Bois
Die Liste der Monuments historiques in Méry-ès-Bois führt die Monuments historiques in der französischen Gemeinde Méry-ès-Bois auf.

## Liste der Bauwerke
| Bezeichnung    | Beschreibung                  | Standort | Kennzeichnung | Schutzstatus | Datum | Bild           |
| -------------- | ----------------------------- | -------- | ------------- | ------------ | ----- | -------------- |
| Kloster Lorroy | Erbaut ab dem 13. Jahrhundert | (Lage)   | PA00096848    | Inscrit      | 1971  | weitere Bilder |

## Liste der Objekte
- Monuments historiques (Objekte) in Méry-ès-Bois in der Base Palissy des französischen Kultusministeriums